# Corradino Lines
Corradino Lines (malt. Is-Swar ta' Kordin) są linią fortyfikacji na Corradino w mieście Paola, Malta. Fortyfikacje zostały zbudowane w latach 1871–1880 przez Brytyjczyków. Są one wciąż dobrze zachowane, a znajdują się na terenach przemysłowych.
Corradino Lines były umieszczone na maltańskiej wstępnej liście światowego dziedzictwa UNESCO od roku 1998, jako część „Fortyfikacji Rycerzy wokół portów na Malcie” (mimo że zostały zbudowane przez Brytyjczyków, a nie Joannitów).

## Historia
Corradino (malt. Kordin) jest dużym cyplem lądu w obrębie Grand Harbour, górującym nad miastami Senglea i Floriana. Corradino jest wyższy od otaczającego go terenu, dlatego był tak ważny strategicznie. Znaczenie tego miejsca było widoczne podczas Wielkiego Oblężenia Malty w 1565 roku, kiedy Turcy ustawili działa, ostrzeliwujące Joannitów w Birgu i Senglei, właśnie na tym podwyższeniu terenu. Ponad 200 lat później na tym miejscu zostały zbudowane nowe baterie artyleryjskie, tym razem przez maltańskich powstańców, ostrzeliwujących Francuzów podczas blokady 1798–1800. Jakkolwiek Zakon św. Jana zbudował zewnętrzne fortyfikacje wokół większości terenu Wielkiego Portu, Corradino pozostało nieufortyfikowane. W latach 1670-tych, po upadku Kandii, powstał zamysł budowy centrum obronnego z bastionami, ale nie został on zrealizowany z powodu braku funduszy. Jedynym budynkiem militarnym na Corradino był skład prochu (polverista) w Ras Ħanżir, zbudowany w roku 1756.
Ostatecznie Malta została zajęta przez Brytyjczyków, i wyspa stała się największą bazą Royal Navy na Morzu Śródziemnym. W latach 1860-tych zdecydowano, że Malta Dockyard zostanie rozszerzona na French Creek, zatoczkę pomiędzy Senglea a Corradino. W następnych latach wzrosła potrzeba ufortyfikowania Corradino, gdyż w razie zajęcia go przez wroga, stocznia mogła zostać łatwo zaatakowana.
Corradino Lines zostały zbudowane przez Royal Engineers w latach 1871–1880; koszt budowy wyniósł £17634. W roku 1871, aby zrobić miejsce pod fortyfikacje, zburzono część megalitycznej świątyni Kordin II. Linia obronna składa się z muru obronnego w stylu poligonalnym w kształcie litery V, otoczonego suchą fosą, rozciągniętym pomiędzy Cottonera Lines a składem prochu w Ras Ħanżir. Fortyfikacje miały też za zadanie ochronę składu prochu, który również został zmodernizowany, przez dodanie oslony ze stanowiskami dla muszkieterów. Uzbrojenie linii stanowiły dwa gwintowane działa odprzodowe (ang. RML 64 pounder 64 cwt gun). Był pomysł zbudowania miasta wewnątrz Corradino Lines, lecz został on odrzucony i teren przekształcono w więzienie marynarki wojennej. Linie wkrótce straciły swą wartość militarną, i zostały opuszczone na przełomie XIX i XX wieku.
W czasie II wojny światowej Corradino Lines czasowo przywrócono ich militarny charakter, jako punkt obronny piechoty, wyposażony w okrętowe działo przeciwlotnicze (ang. QF 4 inch Mk V naval gun), umieszczone na specjalnie zbudowanej wieżyczce.

## Współcześnie
W późnych latach XX w. Corradino zostało przekształcone w park przemysłowy.  Podczas rozbudowy terenu część fortyfikacji została uszkodzona. Pomimo tego, większość centrum obronnego oraz suchej fosy jest ciągle w dobrym stanie, lecz są one zasłonięte przez różne budynki przemysłowe.
Zrobiono są plany odnowienia Corradino Lines i przekształcenia terenu w park rekreacyjny.

## Galeria

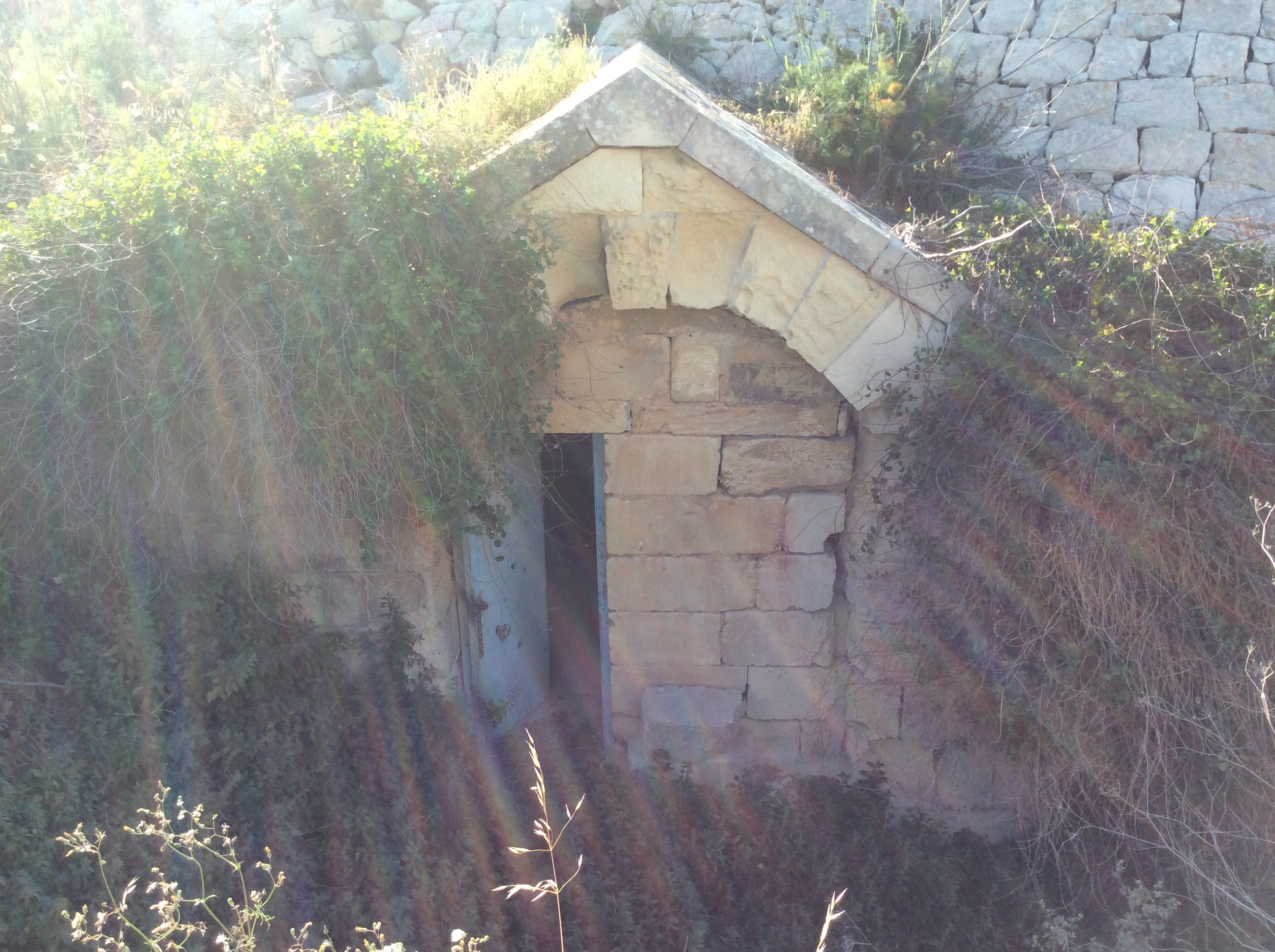
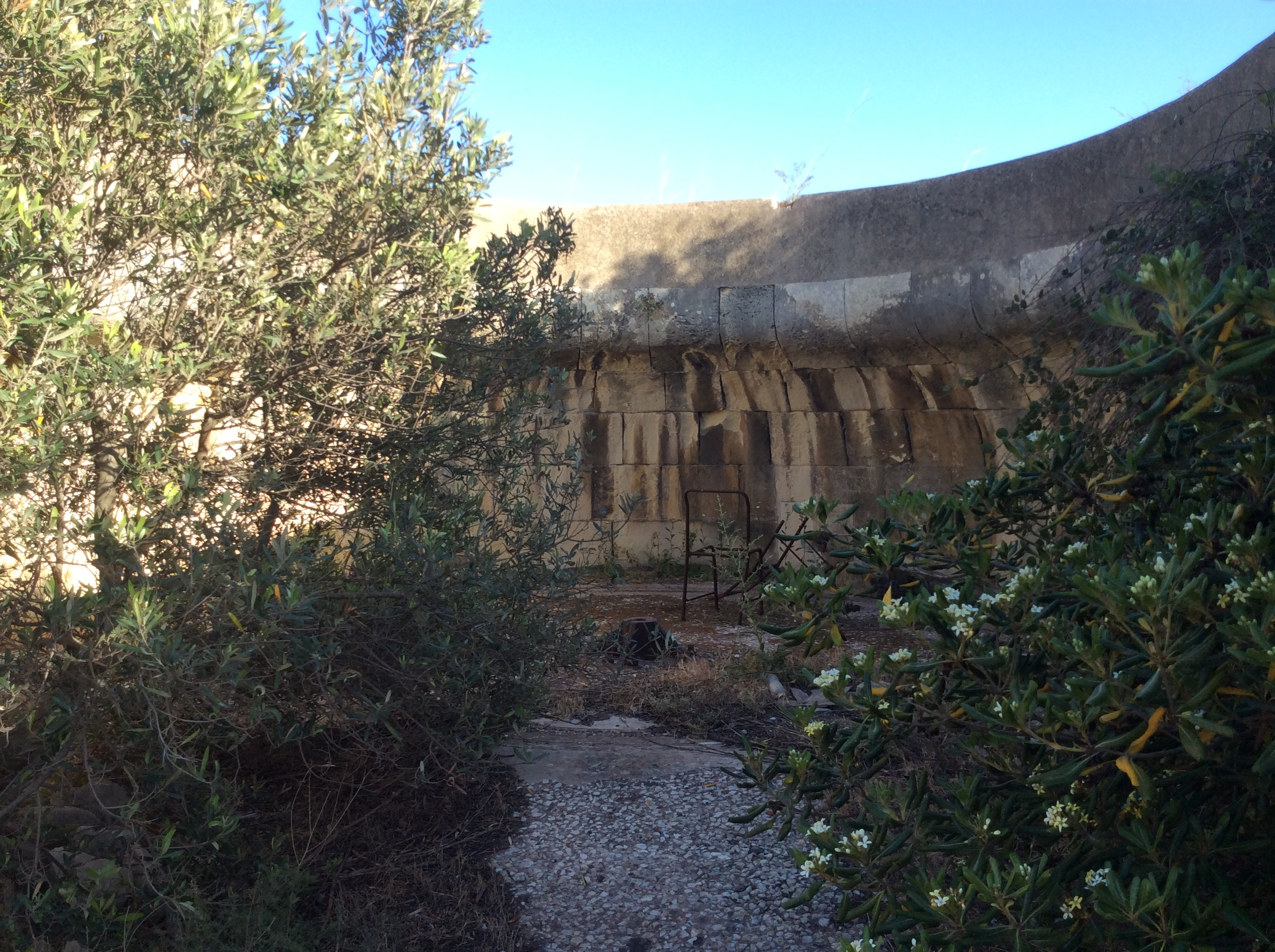
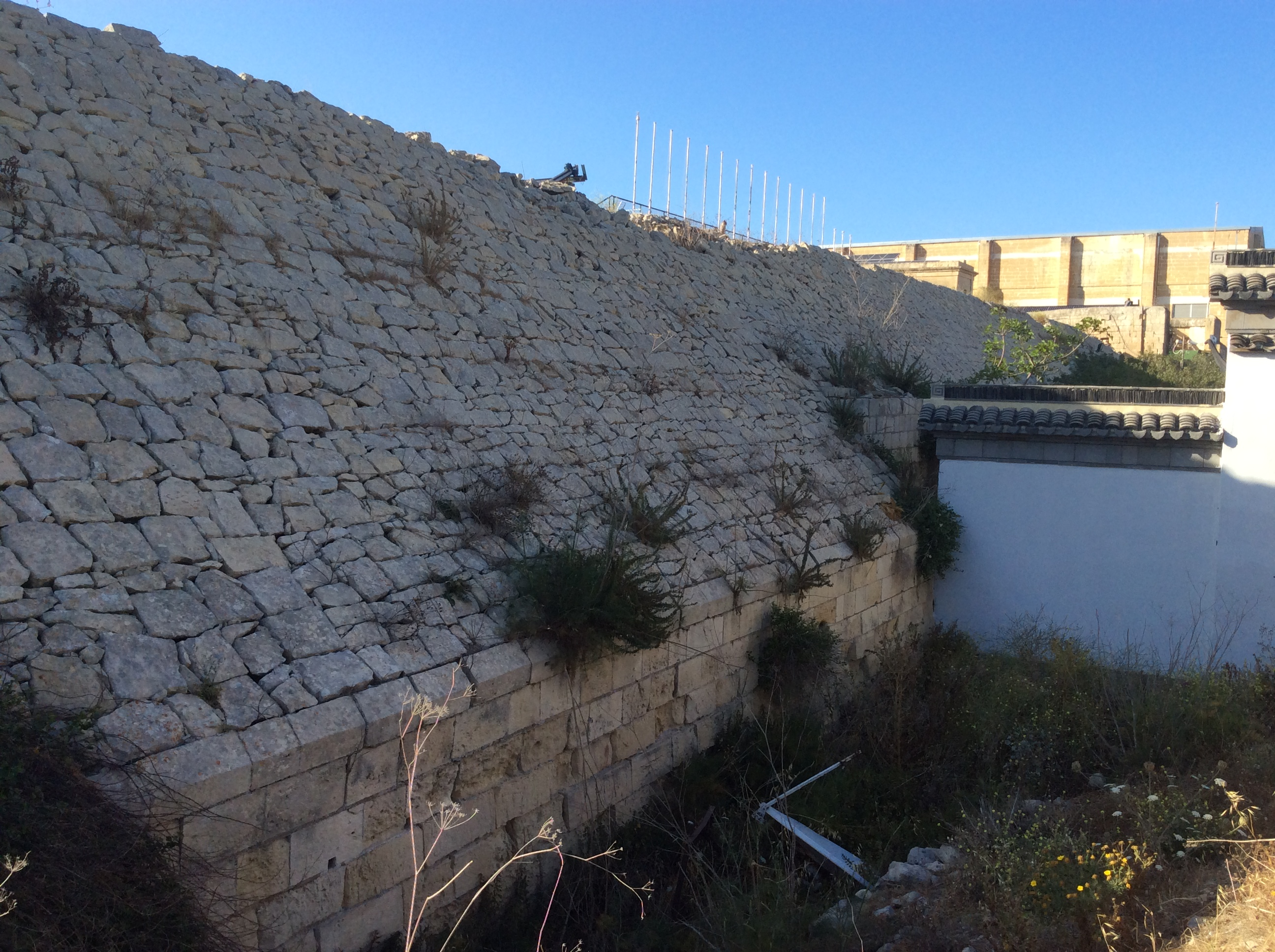
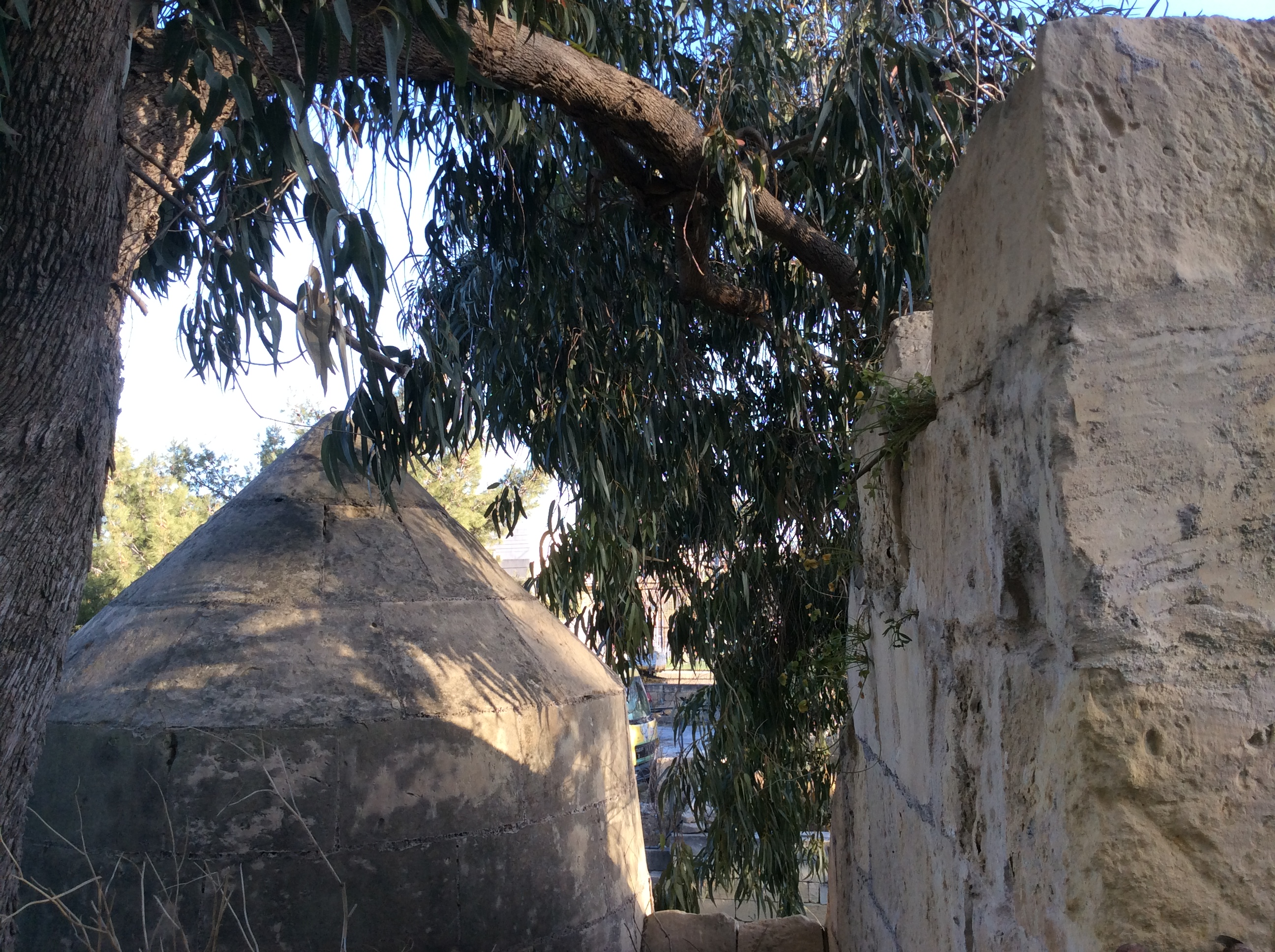
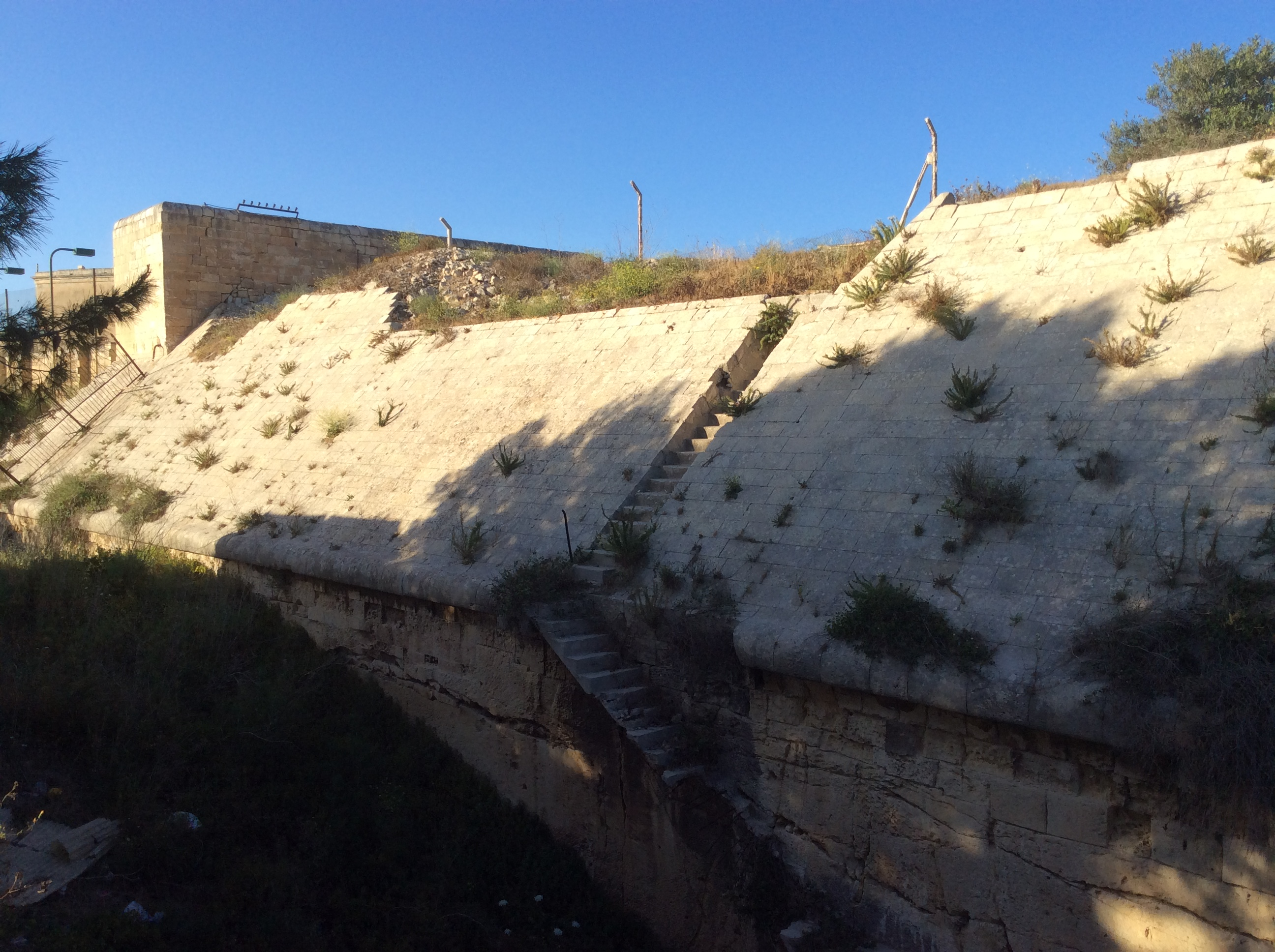
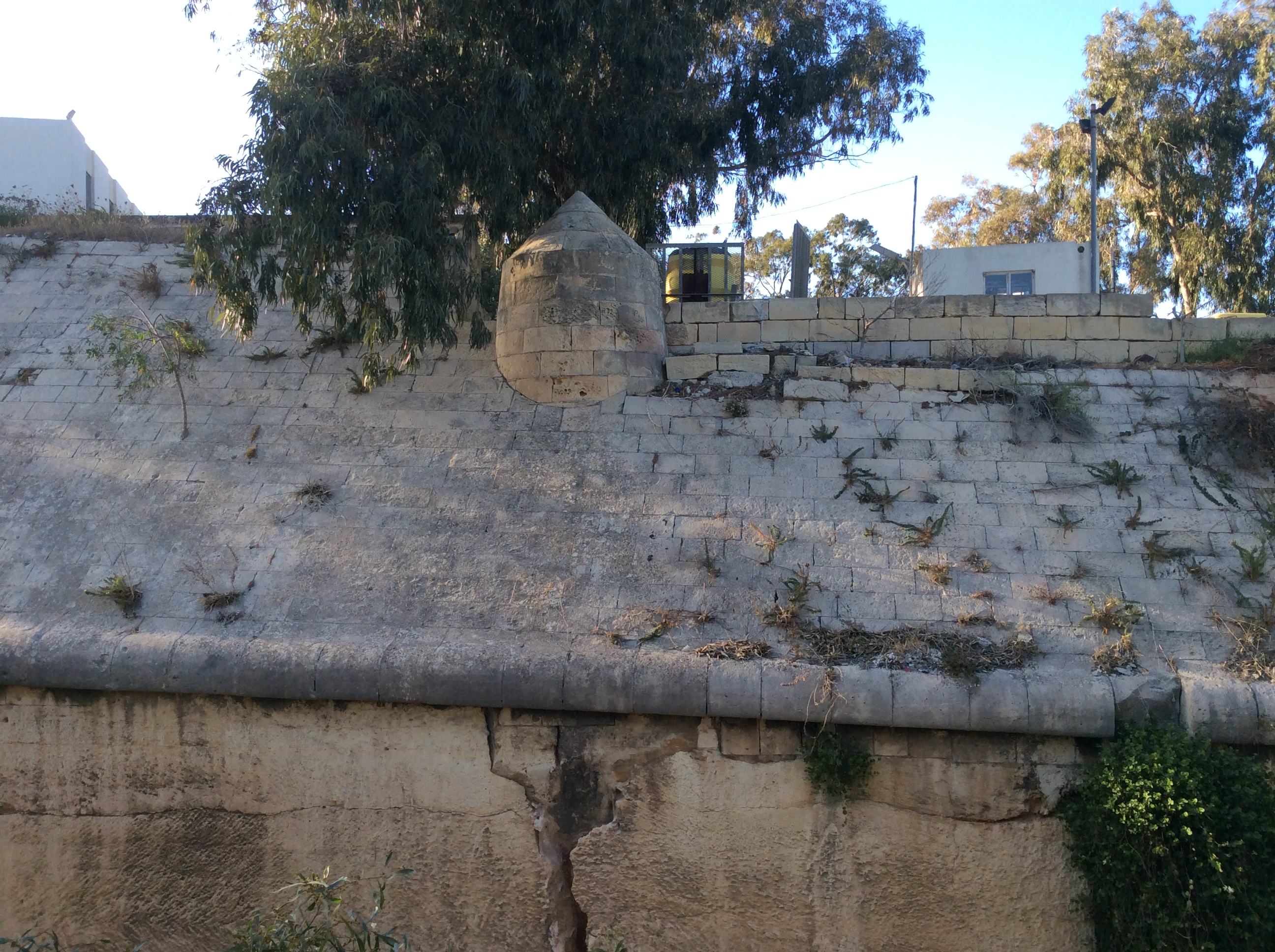
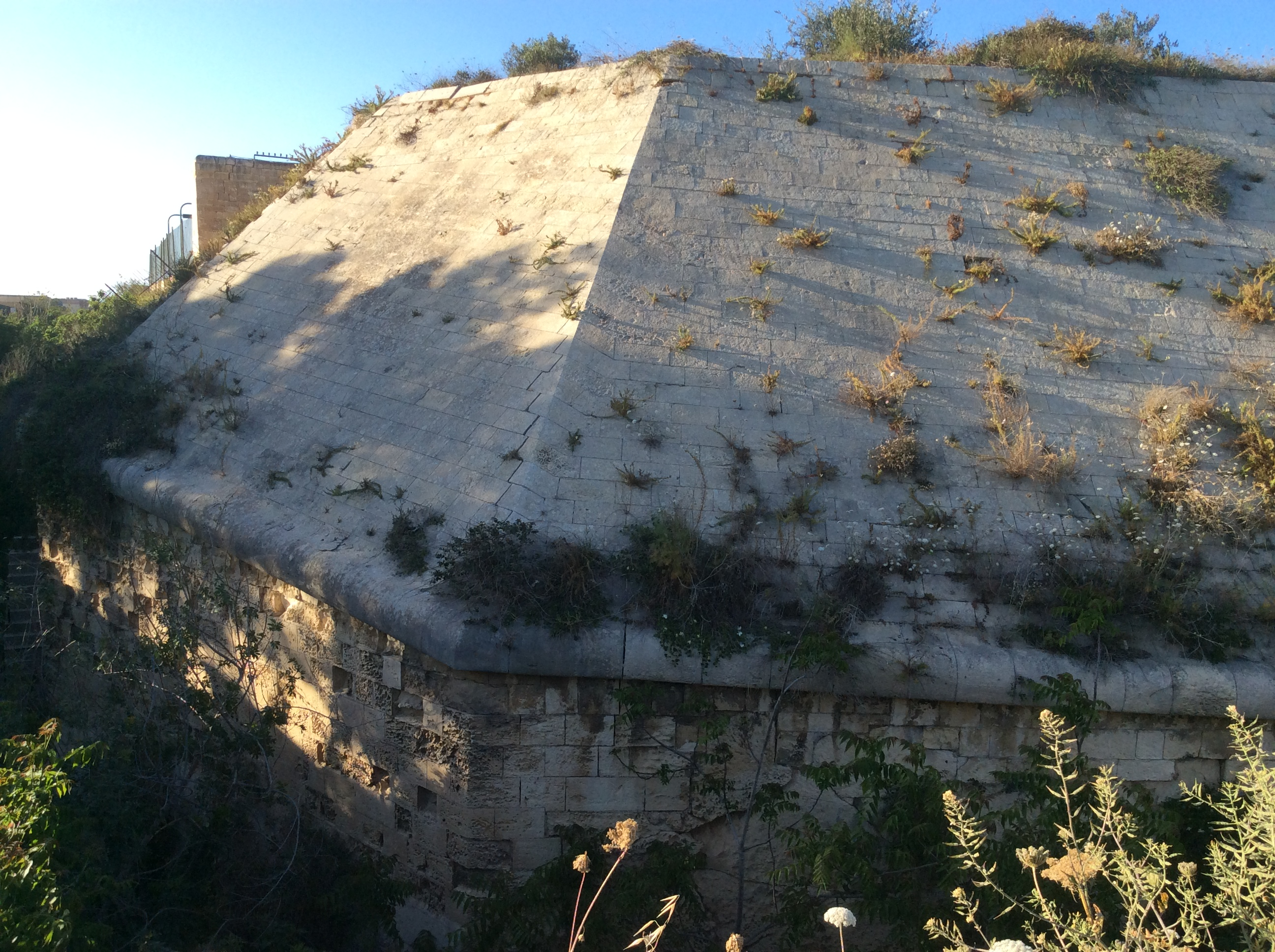
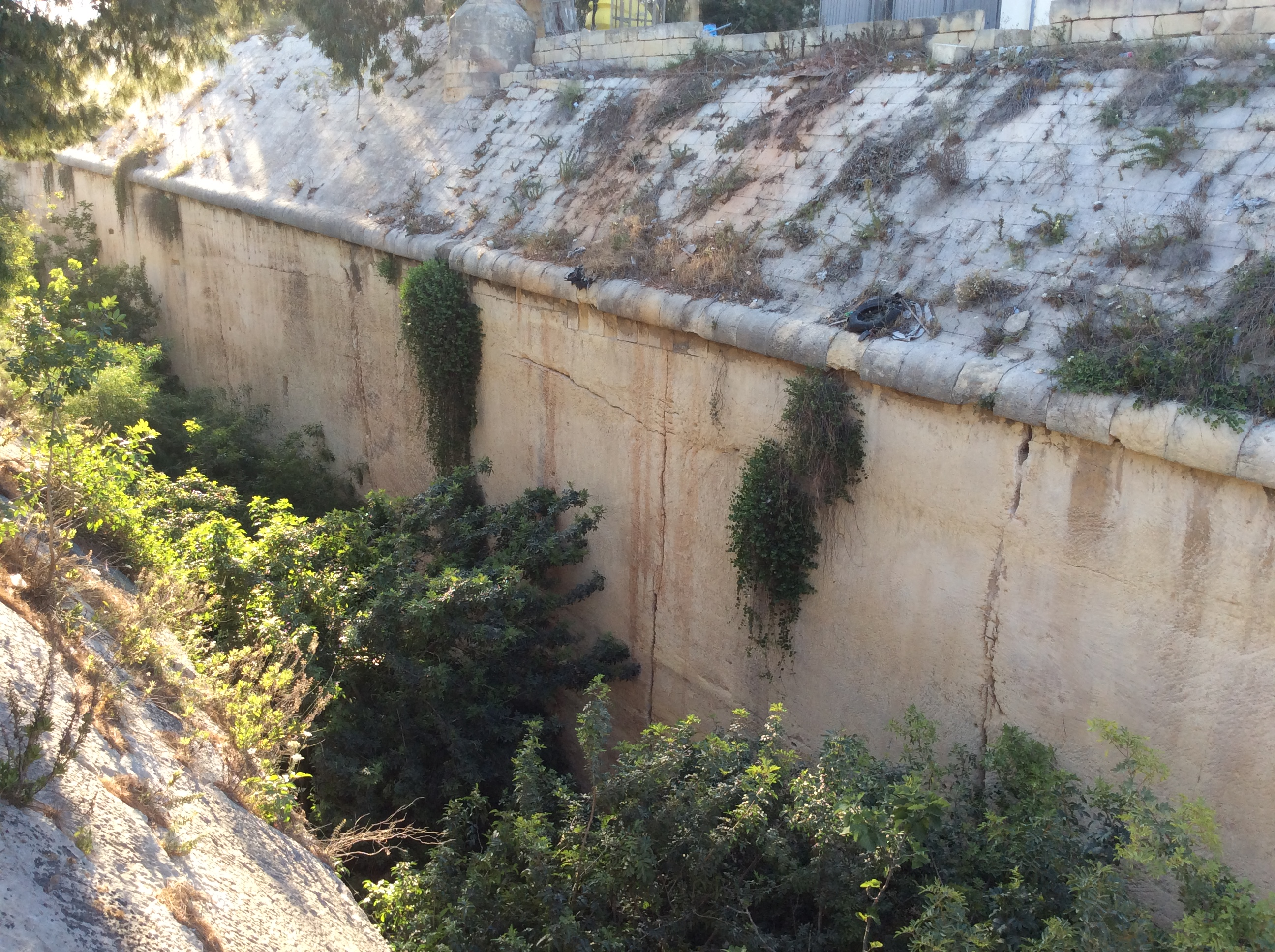
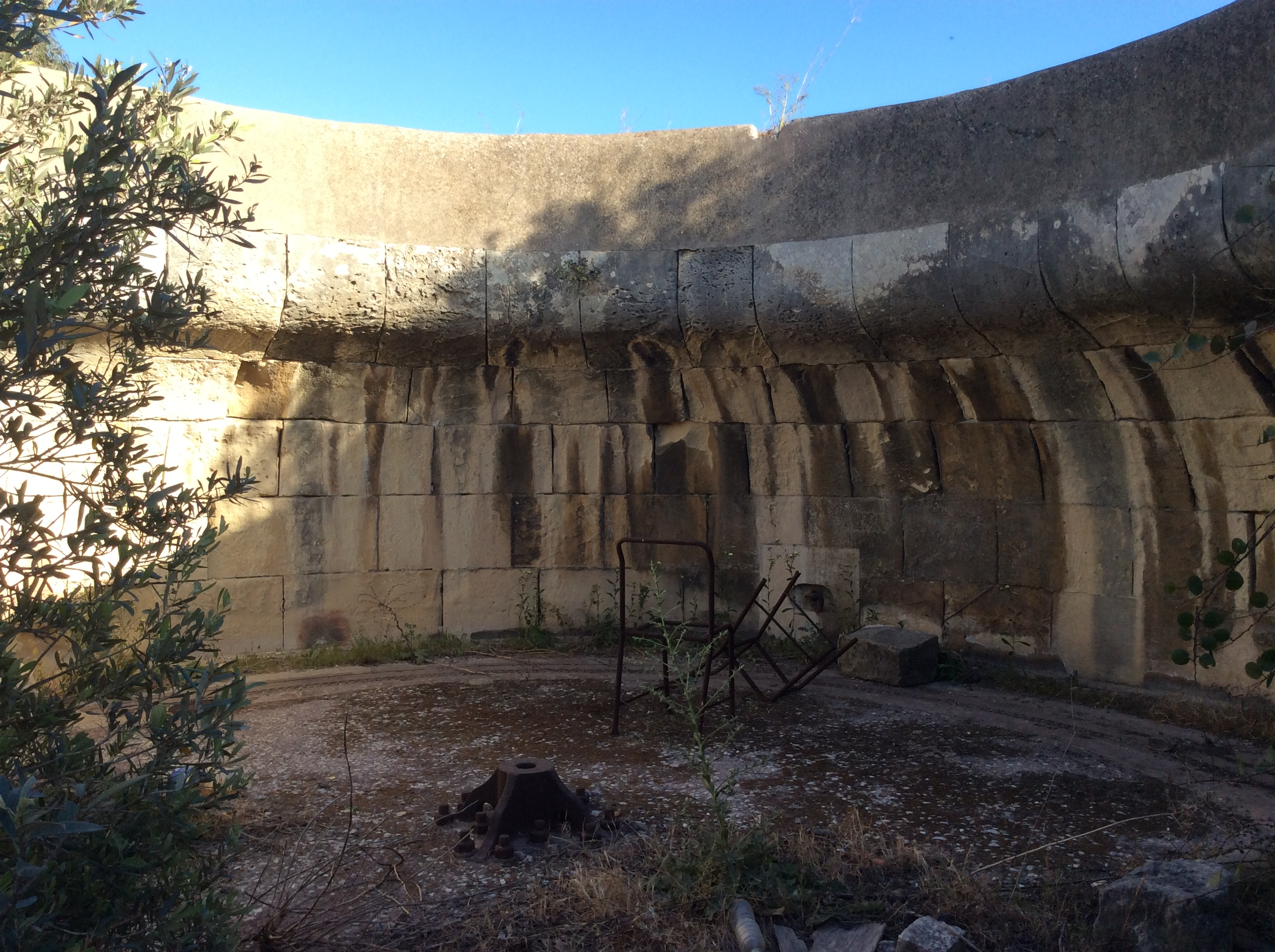